# Zábiedovo
Zábiedovo (in ungherese Zábidó) è un comune della Slovacchia facente parte del distretto di Tvrdošín, nella regione di Žilina.